# 무산정당
무산정당(일본어: 無産政党 무산세이토[*])이란 전전 일본의 합법적 사회주의 정당을 총칭하는 용어다.
유산계급에 대하여 노동자 등 무산계급을 위한 정당이라고 평가된다. "무산정당"이라는 용어에는 당시 불법이었던 일본공산당을 제외한다는 의미가 내포되어 있다. "공산주의"나 "사회주의"를 내건 정당은 존재 자체가 불법이었기 때문에(구체적으로는 치안경찰법에 따라 결사를 신고하면 당일 금지되었다) 이런 용어를 피하기 위해 "무산"이라는 호칭이 개발되었다.
현대로 치면 사회민주주의 위치에 있었다고 할 수 있다. 노동농민당과 사회대중당이 대표적이었으며, 치바노농당, 이와테무산당 등 지방정당들도 있어서 분열기에는 30여개의 무산정당이 난립했다.
이들 무산정당 활동가들은 전후 일본사회당으로 수렴되었다.